# Bothaville
Bothaville es una ciudad agrícola de maíz situada cerca del río Vaal en el distrito municipal de Lejweleputswa de la provincia del Estado Libre, Sudáfrica. Está situada a 60 km al este del Vaal, en la orilla de su afluente del río Vals. Bothaville y el municipio adyacente de Kgotsong tienen un total de aproximadamente 46 000 residentes. 

## Historia
En 1891, JP van Wyk, quien fue voortrekker, abandonó Pretoria después de una persecución religiosa y fundó una "ciudad eclesiástica", Botharnia, en una parte de la granja Gladdedrift. La ciudad pasó a llamarse Bothaville en 1893, en honor a Theunis Louis Botha, el propietario original de la granja. 
La batalla de Doornkraal tuvo lugar a cierta distancia al sur de la ciudad el 6 de noviembre de 1900. El Monumento Doornkraal es un monumento de granito construido en honor a los bóeres que murieron aquí en el ataque sorpresa de los soldados británicos. Algunos de los soldados bóer fueron enterrados en una fosa comunitaria.
La localidad recibió el estatus de municipio en 1914. Recientemente se integró en el municipio local de Nala, junto con Wesselsbron y una parte del consejo rural de Vetvaal. 

### Muro del Recuerdo
En el Parque NAMPO se encuentra el Muro del Recuerdo, un monumento erigido en 2007, en memoria de todos los agricultores comerciales y trabajadores agrícolas que han muerto en asesinatos agrícolas en Sudáfrica desde mayo de 1961.  El monumento consta de nueve pilares, que representan cada provincia, y una estatua de un granjero sosteniendo una Biblia. 

## Agricultura
Bothaville se encuentra en el centro del triángulo del maíz, rodeado por vastas tierras de maíz, algunas irrigadas por los ríos Vals y Vaal . Otras actividades agrícolas son la ovina, el girasol, el trigo y el maní .

### Día de la cosecha de NAMPO
La feria agrícola NAMPO, conocida como "Nampo Harvest Day" o "Nampo Oesdag", se celebra anualmente en Bothaville desde 1974. Descrito como uno de los más grandes del mundo, atrajo a unos 70.000 visitantes en los últimos años.  Se lleva a cabo a mediados de mayo en el parque Nampo, al norte de la ciudad. La feria, organizada por Grain South Africa (GSA), presenta una gran variedad de maquinaria agrícola y ganadera. 